# 包络检波器

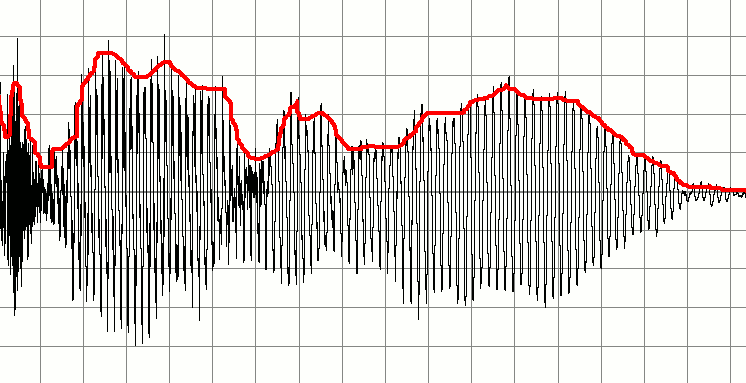
信号和它的包络（红色）

一个简单的包络解调电路。

信号（蓝）与其解析信号的幅度（红），显示了包络效果

包络检波器（英語：envelope detector）是以高频信号为输入信号并提供原始信号的包络的一种电子线路。电路中的电容器会在上升沿充电，并在信号下降时通过電阻器缓慢释放电荷。串联的二极管将输入信号整流，只在正输入端比负输入端电位高的时候允许电流流过。
大多数实际的包络检波器使用半波或全波整流信号来转换交流音频输入到直流脉冲信号。然后用滤波来平滑最终结果。这种滤波是很少完美的，一些“纹波”会保持输出包络跟随，尤其对于低频输入（如低音吉他的音符）。更多滤波会得到更平滑的结果，但会降低响应性；因此，实际的设计必须针对应用进行优化。

## 包络的定义
任何AM或FM信号 {\displaystyle x(t)} 都可以写成下面的形式
{\displaystyle x(t)=R(t)\cos(\omega t+\phi (t))\,}
对于AM的情形，φ(t)（信号的相位分量） 是恒定的，可以忽略。在AM中，载波频率 {\displaystyle \omega } 也不变。因此，AM信号的所有信息都在 R(t) 中。R(t) 被称为信号的包络。因此，AM信号可以由函数 
{\displaystyle x(t)=(C+m(t))\cos(\omega t)\,}
给出，其中 m(t) 表示原始音频信号，C 为载波幅度，而 R(t) 等于 C + m(t)。所以，若可以提取AM信号的包络，就可以恢复原始信号。
对于FM的情形，传输信号 {\displaystyle x(t)} 的包络恒定为 R(t) = R 于是可以忽略。然而，许多调频接收机还是会检测包络以作为接收信号强度指示。

## 二极管检波器
最简单的包络检波器的形式是上面说过的二极管检测器。二极管检测器就是一个输入和输出之间的二極管，接在从输出到地的并联的电阻和电容器之上。如果电阻和电容选择得正确，该电路的输出应该是原始（基带）信号电压经过偏移的版本。于是一个简单滤波器可以用于滤出直流分量。

## 精密检波器
亦可以用精密整流器来做包络检波器，反馈到一个低通滤波器上。

## 缺点
包络探波器有几个缺点：
- 检波器的输入必须经过所需信号附近带通滤波，要不是这样检波器就能同时解调多种信号了。可以用调谐滤波器或者更实用的超外差接收机来滤波。
- 它比乘积检波器（英语：product detector）更容易受到噪声的影响
- 如果信号过调制（英语：overmodulation），会出现失真

大多数这些缺点都是较小的，使用包络检波器对简化和降低成本来说还是可以接受的。

## 信号解调
包络检波器可以通过除去信号的所有高频分量来解调之前调制的信号。电容器和电阻器构成一个低通滤波器，滤除载波频率。这种装置通常用于解调AM广播信号，因为调制信号的包络线相当于基带信号。

## 音频
在音乐中有时包络检波器也被称为包络跟随器。它还用来检测输入信号的振幅变化，以产生类似于这些变化的控制信号。 
但在此情况下的输入信号是由可听频率。
包络检波器通常是其他电路的一个组成部分，如压缩器或自动哇音或包络跟随滤波器。在这些电路中，包络跟随器是"旁链"（一种描述输入的一些特征的电路，在此情形下是指描述它的功率）的一部分。
扩展器与压缩器都用包络的输出电压来控制放大器的增益。自动哇音使用电压控制滤波器的截止頻率。模拟合成器中的压控滤波器是一种类似的电路。
现代包络跟随器可以有如下实现：
1. 直接用电子硬件（英语：electronic hardware）实现,
2. 间接用DSP实现
3. 用完全虚拟地用软件实现。